# Грб Кикинде
Грб Кикинде настао је још 19. веку, и од тад се није много мењао. Представља један од најстаријих али и најнеобичнијих грбова у Србији, а разлог за то лежи у занимљивој прошлости града.
Грб Града користи се у три нивоа: мали (основни) грб, средњи и велики грб.

## Блазон грба

### Мали грб
У црвеном над сребрним срцем оклопљена десна рука исте ковине замахује сабљом исте ковине, на коју је пободена мушка глава обријаног темена, црних бркова и перчина исте боје.

### Средњи грб
У црвеном над сребрним срцем оклопљена десна рука исте ковине замахује сабљом исте ковине, на коју је пободена мушка глава обријаног темена, црних бркова и перчина исте боје.
Круна: златна, са три видљива мерлона.

### Велики грб
У црвеном над сребрним срцем оклопљена десна рука исте ковине замахује сабљом исте ковине, на коју је пободена мушка глава обријаног темена, црних бркова и перчина исте боје.
Круна: златна, са три видљива мерлона.
Чувари: десни - крилати златни лав, леви - крилати златни лав.
Мото: Attendite.
Са леве стране траке исписана је година 1774, а са десне - 1918.

### Застава
Раздељено плаво и црвено, преко свега пропети златни лав који предњом десном шапом замахује сребрном сабљом а у левој за црни перчин држи мушку главу обријаног темена и црних бркова.

## Историја грба
Грб града Кикинде своје корене вуче из грба Великокикиндског диштрикта, ког је чинио лав са сабљом и турском одсеченом главом. Тај грб датира из 1774. године.
Први приказ данас познатог грба Кикинде налазио се на застави из 1800. године. Она је изгубљена у буни 1848. године, али је поново осликана око 1868. године. На тој застави се види да су сва места у Великокикиндском диштрикту (сем Башаида) на својим грбовима имала одсечену турску главу, а рекордер је било село Тараш, које је на грбу имало чак седам одсечених турских глава.
Одсечене турске главе на грбу, иако делују необично, заправо имају много смисла, јер је грб Кикинде настао кад су овај град населили моришки и потиски српски граничари који су се борили против турског Османског царства.
Иако је овај грб дуго у употреби, било је неуспешних покушаја да се замени, а у појединим периодима, неке градске власти чак су користиле грб Диштрикта у ком је лав доминантна фигура, иако званично никад није био промењен грб града с одсеченом турском главом на сабљи.

### Неправилни блазон
На црвеном десна оклопљена рука граничара држи сабљу на коју је натакнута одрубљена глава Турчина, црвено срце у стопи.
Међутим, тај блазон био је хералдички неправилан због боје срца и позадине. Стога, 2019. године, дошло је до усклађивања грба са хералдичким плавилима. Срце је постало сребрно и грб је постао хералдички исправан. У исто време, донета је и одлука да се усвоје и средња и велика верзија грба Града Кикинде.